# アルフォンス・ルナール
アルフォンス・フランソワ・ルナール（Alphonse Francois Renard、1842年9月27日 - 1903年7月29日）は、ベルギーの地質学者・岩石学者である。ジョン・マレーがチャレンジャー号の航海で採取した海底のサンプルから、宇宙塵の堆積を発見したことなどで知られる。

## 生涯
東フランドル地方のロンス（Ronse）で生まれた。カトリック教会の教育を受け、ナミュールの学校で学んだ。アイフェルのイエズス会の学校で哲学と科学を学び、地質学、特に火山岩に興味を持った。化学と鉱物学を研究し、記載岩石学の研究で学位を得た。
1874年にルーヴェンのイエズス会の学校の化学と地質学の教授となり、ブリュッセル王立自然史博物館の学芸員を務めた。1882年にルーヴェンの職を辞した。1888年にヘント大学の地質学の教授となり、終生その職にあった。1877年に司祭叙階を受け、イエズス会入会を志したが、最終的にはカトリック教会から離れた。
地質学の最初の論文は1876年にシャルル＝ルイ＝ジョセフ＝ザビエル・ド・ラ・ヴァレー・プーサン (Charles-Louis-Joseph-Xavier de la Vallée Poussin) と共著でのフランス、アルデンヌ地方とベルギーの鉱物に関するものであった。その後、ベルギーの火成岩と堆積岩の構造や鉱物組成や変成作用の研究を行った。1885年ロンドン地質学会からビグスビー・メダルを受賞した。その後の研究で重要なものはチャレンジャー号の集めた試料の研究を行ったことで、様々な岩石の標本と海洋の堆積物をジョン・マーレーと調査し、科学論文にまとめられた。宇宙塵の海洋底の堆積を発見し、調査した。